# Мала (Польща)
Мала (пол. Mała) — село в Польщі, у гміні Ропчиці Ропчицько-Сендзішовського повіту Підкарпатського воєводства.
Населення — 1391 особа (2011).
У 1975-1998 роках село належало до Ряшівського воєводства.

## Демографія
Демографічна структура станом на 31 березня 2011 року:
|          | Загалом | Допрацездатний вік | Працездатний вік | Постпрацездатний вік |
| -------- | ------- | ------------------ | ---------------- | -------------------- |
| Чоловіки | 723     | 178                | 471              | 74                   |
| Жінки    | 668     | 159                | 360              | 149                  |
| Разом    | 1391    | 337                | 831              | 223                  |